# Dichanthium caricosum
Dichanthium caricosum är en gräsart som först beskrevs av Carl von Linné, och fick sitt nu gällande namn av Aimée Antoinette Camus. Dichanthium caricosum ingår i släktet Dichanthium och familjen gräs. Inga underarter finns listade i Catalogue of Life.